# Seyssel, Ain
Seyssel (frankoprovansalsko Sèssél) je naselje in občina v jugovzhodnem francoskem departmaju in od 1. januarja 2016 dalje  Ain regije Auvergne-Rona-Alpe. Leta 1999 je naselje imelo 810 prebivalcev.

## Geografija
Kraj se nahaja v pokrajini Bugey na desnem bregu reke Rone, 90 km jugovzhodno od središča departmaja Bourga. Na levem bregu Rone nasproti njemu se nahaja istoimensko naselje Seyssel, slednje leži že v sosednjem departmaju Haute-Savoie. 

## Administracija
Seyssel je sedež istoimenskega kantona, v katerega so poleg njegove vključene še občine Anglefort, Chanay, Corbonod in Culoz s 5.663 prebivalci. 
Kanton je sestavni del okrožja Belley.

## Zanimivosti
- Nedaleč stran od mesta se na Roni nahaja večja hidroelektrarna, del Compagnie Nationale du Rhône.
- Most čez Rono, zgrajen leta 1987.